# Condado de Cascade
El condado de Cascade (en inglés: Cascade County), fundado en 1887, es uno de los 56 condados del estado estadounidense de Montana. En el año 2000 tenía una población de 80.375 habitantes con una densidad poblacional de 12 personas por km². La sede del condado es Great Falls.

## Geografía
Según la Oficina del Censo, el condado tiene un área total de 7024 km² (2712,0 mi²), de la cual 6988 km² (2698,1 mi²) es tierra y 36 km² (13,9 mi²) (0.51%) es agua.

### Condados adyacentes
- Condado de Teton - noroeste
- Condado de Choteau - noreste
- Condado de Judith Basin - este
- Condado de Meagher - sur
- Condado de Lewis and Clark - oeste

## Demografía
En el 2000 la renta per cápita promedia del condado era de $32 971, y el ingreso promedio para una familia era de $39 949. En 2000 los hombres tenían un ingreso per cápita de $28 993 versus $20 970 para las mujeres. El ingreso per cápita para el condado era de $17 566. Alrededor del 13,50% de la población estaba bajo el umbral de pobreza nacional.

## Comunidades

### Ciudad
- Great Falls

### Pueblos
- Belt
- Cascade
- Neihart

### Lugares designados por el censo
- Black Eagle
- Fort Shaw
- Malmstrom AFB
- Simms
- Sun Prairie
- Sun River
- Ulm
- Vaughn